# Zero Gunner 2
Zero Gunner 2 est un jeu vidéo de type shoot 'em up à scrolling vertical développé par Psikyo et commercialisé en 2001 sur borne d'arcade et Dreamcast. C'est la suite du jeu Zero Gunner.